# تشيستر أ. رينولدز
تشيستر أ. رينولدز (بالإنجليزية: Chester Arthur Reynolds)‏ هو شخصية أعمال أمريكي، ولد في 7 أغسطس 1886 في فوستوريا في الولايات المتحدة، وتوفي في 11 ديسمبر 1958.